# Kimminsoperla albomacula
Kimminsoperla albomacula is een steenvlieg uit de familie Notonemouridae. De wetenschappelijke naam van de soort is voor het eerst geldig gepubliceerd in 1951 door Kimmins.